# Julius Jones
(en) Statistiques sur pro-football-reference
 Julius Jones est un joueur américain de football américain, né le 14 août 1981  à Big Stone Gap (Virginie), qui évolue au poste de running back  avec les Cowboys de Dallas.

## Biographie

### Carrière universitaire
Il effectua sa carrière universitaire avec les Notre Dame Fighting Irish.

### Carrière professionnelle
Il fut drafté au 2e tour (11e choix) par les Cowboys de Dallas  en 2004.